# Diana Scarwid
Diana Elizabeth Scarwid (Savannah, Georgia, Estados Unidos; 27 de agosto de 1955) es una actriz estadounidense de cine, televisión y teatro.
Se trasladó a Nueva York a los 17 años para dedicarse a la actuación, donde asistió a la Universidad Pace y a la American Academy of Dramatic Arts. Tras varias apariciones en series de televisión y telefilmes, consiguió una nominación al Óscar a la mejor actriz de reparto por su interpretación de la novia de John Savage en Inside Moves (1980). Un año después apareció en la que posiblemente sea su película más reconocida, Mommie Dearest, en la que interpretó a Christina Crawford. Dicha película recibió críticas pésimas y le valió la victoria en los Razzies como Peor actriz de reparto. Ha sido nominada al Razzie en dos ocasiones: en 1984 como peor actriz de reparto por su papel en Strange Invaders y en 1990 como peor nueva estrella de la década, por sus papeles en Mommie Dearest, Psycho III y Strange Invaders. Sin embargo, en 1995 fue nominada a un Primetime Emmy en la categoría Mejor actriz de reparto - Miniserie o telefilme por su papel en el telefilme Truman.

## Premios y nominaciones
Premios Óscar
| Año  | Categoría               | Película  | Resultado |
| ---- | ----------------------- | --------- | --------- |
| 1981 | Mejor actriz de reparto | Max's bar | Nominada  |